# Wilson Seneme
Wilson Luiz Seneme (né à São Carlos, le 28 septembre 1970) est un arbitre brésilien de football. Débutant en 2001, il est arbitre international depuis 2006.

## Carrière
Il a officié dans des compétitions majeures : 
- Coupe du Brésil de football 2007 (finale aller)
- Championnat du Goiás de football 2009 (finale retour)
- Championnat de Bahia de football 2010 (finale aller)
- Championnat du Ceará de football 2010 (finale retour)
- Coupe du monde de football des moins de 20 ans 2011 (4 matchs)
- Taça Cidade do Natal 2011 (finale aller)
- Copa Sudamericana 2011 (finale retour)